# Alcestis
Alcesti (in latino Alcestis) è una cothurnata perduta dello scrittore romano Lucio Accio, composta nel I secolo a.C. e forse basata sul modello dell'omonima tragedia di Euripide. Traeva ispirazione dalle vicende di Alcesti.